# Viticoltura in Perù
La viticoltura in Perù iniziò con la colonizzazione spagnola della regione nel XVI secolo.
Il Peru beneficia di un buon clima per la coltivazione della vitis vinifera, simile a quello del vicino Cile. Nel 2008 erano presenti nel Paese circa 14.000 ettari di piantagioni di uva, compresa quella da tavola, con una produzione di circa 610.000 ettolitri di vino. Negli anni successivi la tendenza è stata crescente sia nelle piantagioni che nella produzione di vino. La maggior parte dei vigneti si trovano sulla costa centrale, intorno a Pisco e Ica, dove avviene la maggior parte della vinificazione e della distillazione del Perù.

## Storia
Le prime viti furono portate in Perù poco dopo la sua conquista da parte della Spagna. I cronisti spagnoli dell'epoca annotarono che la prima vinificazione in Sud America ebbe luogo nella hacienda Marcahuasi di Cusco. Tuttavia i vigneti più grandi e importanti delle Americhe del XVI e XVII secolo furono stabiliti nella valle di Ica, nel Perù centro-meridionale. Nel 1540 Bartolomé de Terrazas e Francisco de Carabantes iniziarono a coltivare vigneti in Perù. Questi ultimi stabilirono vigneti a Ica che gli spagnoli provenienti dall'Andalusia e dall'Estremadura usarono per introdurre la vite in Cile.
La crescita dell'attività mineraria a Potosí nell'attuale Bolivia, che divenne la più grande città delle Americhe nel XVII secolo, creò una domanda costante di vino che veniva fornito principalmente dal Perù. La richiesta fu talmente alta che una parte degli stipendi veniva pagata con il vino. Inoltre i viticoltori peruviani rifornivano la città di Lima, il centro politico più importante del Sud America nei secoli XVI e XVII.
Nel 1687, tutta la costa meridionale del Perù fu colpita da un terribile terremoto che distrusse le città di Pisco e Ica, comprese le numerose cantine e i contenitori di fango che venivano utilizzati per la conservazione del vino, segnando di fatto la fine del boom del vino peruviano.
La soppressione della Compagnia di Gesù nell'America spagnola nel 1767 portò alla vendita all'asta dei loro vigneti presenti in tutto il Perù. I nuovi proprietari però non avevano la stessa esperienza dei Gesuiti, contribuendo ad un declino della produzione. La vinificazione peruviana fu ulteriormente messa alla prova nel 1764, quando la produzione di pisco passò a rappresentare il 90% delle bevande peruviane a base di uva. I vigneti in Perù incontrarono ulteriori problemi di sostenibilità economica a causa della revoca del divieto sulla produzione di rum da parte della corona spagnola alla fine del XVIII secolo.
Il declino del vino peruviano indusse persino il Perù a importare del vino dal Cile, come accadde nel 1795, quando Lima importò 5.000 bottiglie da Concepción, segnando l'inizio dell'emergere del Cile come regione vinicola rispetto al Perù.
Nel corso del XIX secolo la vinificazione peruviana subì un ulteriore declino. La domanda nell'Europa industrializzata ha indotto molti viticoltori peruviani a spostare l'uso del territorio dai vigneti ai redditizi campi di cotone, contribuendo ulteriormente al declino dell'industria del vino e del pisco. Ciò fu ancora più evidente durante il periodo della Guerra Civile Americana (1861-1865), quando i prezzi del cotone salirono alle stelle a causa del Blocco dell'Unione.

## Vitigni
Le varietà di uva coltivate includono Albillo, Alicante Bouschet, Barbera, Cabernet Sauvignon, Cannonau, Malbec, Moscato, Sauvignon e Torrontés.